# 坦桑尼亚海军
坦桑尼亚海军，全称坦桑尼亚海军司令部，是坦桑尼亚人民国防军中的海军。
1971年12月6日，坦桑尼亚海军成立。1983年，坦桑尼亚海军司令部成立。其主要职责是确保坦桑尼亚在印度洋沿岸、维多利亚湖、尼亚萨湖、坦噶尼喀湖以及其他边境水域的安全。海军主要装备有快艇和巡逻艇。总部位于达累斯萨拉姆的基加博尼半岛，舰队驻扎在印度洋沿岸的基甘博尼和维多利亚湖南岸的姆万扎。

## 历史

坦桑尼亚边境上有维多利亚湖、坦噶尼喀湖、尼亚萨湖（或称马拉维湖）3个大型湖泊。

1964年4月26日，坦桑尼亚联合共和国正式成立。1965年，坦桑尼亚首任总统兼军队总司令朱利叶斯·尼雷尔在访问中华人民共和国时，协商并提议建立海军。1970年，朱利叶斯·尼雷尔为海军基地奠基，在中国的帮助下，位于达累斯萨拉姆基加博尼半岛上的海军基地在一年后建成。海军成立时只有13艘船只，其中10艘为作战船只，包括6艘炮艇和4艘鱼雷艇。
坦桑尼亚的第一批海军在中国海军接受了训练。之后中国分期派遣教官到坦桑尼亚来训练海军，坦桑尼亚海军也会定期派遣人员前往中国受训。此外坦桑尼亚海军也会派遣人员到其他国家进行培训和交流，包括印度、埃及、巴基斯坦和南非。1978年-1979年，坦桑尼亚海军参加了乌坦战争，其鱼雷艇中队在维多利亚湖上击落了两架乌干达飞机。
1979年，坦桑尼亚成立了海军学院。1983年，成立了坦桑尼亚海军司令部，下属海军舰队、海军陆战队、后勤部门、海军学院等单位。1996年，坦桑尼亚海军与南非潜水员一起参与了维多利亚湖上沉没渡轮MV Bukoba的救援行动。
21世纪起，随着索马里海盗行动的日益猖獗，为保护西印度洋航线和油气勘探设施的安全，坦桑尼亚海军加入了反海盗行动，与美国、英国、中国和南非等国合作。2008年，坦桑尼亚海军参加了由非盟组织的科摩罗民主行动，和多国一起对科摩罗的昂儒昂岛进行了两栖登陆。2015年，坦桑尼亚海军接受了中国提供的两艘400吨级037型反潜护卫艇，分别用国父朱利叶斯·尼雷尔和第四任总统贾卡亚·基奎特的出生地命名为TNS Mwitongo号（舷号P77）和TNS Msoga号（舷号P78），为该国海军现役的最大舰艇。

## 装备
至2015年，坦桑尼亚海军装备有：
| 级别            | 产地 | 数量 | 舰名                   | 吨位  | 注释                 |
| --------------- | ---- | ---- | ---------------------- | ----- | -------------------- |
| 037型反潜护卫艇 | 中國 | 2    | TNS Mwitongo TNS Msoga | 400吨 | 2015年接收           |
| 62型护卫艇      | 中國 | 2    |                        | 135吨 | [ 13 ]               |
| 6625型鱼雷艇    | 中國 | 4    |                        | 40吨  | [ 13 ] [ 14 ]        |
| 068型登陆艇     | 中國 | 2    | TNS Mbono TNS Sehewa   | 58吨  | [ 13 ] [ 14 ] [ 15 ] |
| 保卫者级快艇    | 美国 | 2    |                        | 8.5吨 | 2010年接收           |

## 历任司令
- Rowland L Makunda，1971年-1983年[4]
- 桑德 (Ligate Sande)，1983年-2002年[17]
- Joachim Lisakafu，2002年-2006年 [4]
- 奥马尔 (Said Omar)，2006年-2013年 [18]
- 拉斯瓦伊 (Rogastian Lasway)，2013年-2016年 [19]
- 马康佐 (Richard Makanzo)， 2016年-2021年 [20]
- Michael Mumanga，2021年- [4]